# Zalduondo
Zalduondo (baskisch und offiziell; spanisch Zalduendo de Álava) ist eine 194 Einwohner (Stand: 2024) zählende nordspanische Gemeinde in der Provinz Álava im Baskenland. Zu der Gemeinde gehört neben dem Hauptort Zalduondo die Wüstung Aistra.

## Lage und Klima
Zalduondo liegt am Río Ametzaga in einer Höhe von ca. 610 m und etwa 28 Kilometer östlich vom Stadtzentrum der Provinzhauptstadt Vitoria-Gasteiz.
Im Südosten der Gemeinde liegt der Flugplatz Zalduondo. Durch die gemeinde führt eine Variante des Jakobswegs, der Camino Vasco del Interior.
Das Klima ist gemäßigt bis warm.

## Bevölkerungsentwicklung
| Jahr      | 1970 | 1981 | 1991 | 2001 | 2011 | 2021 |
| Einwohner | 195  | 126  | 120  | 139  | 197  | 192  |

## Sehenswürdigkeiten
Aistra
- Kapelle St. Julian und St. Basilisa (Ermita de San Julián y Santa Basilisa) aus dem 10. Jahrhundert

Zalduondo
- Saturninuskirche (Iglesia de San Saturnino de Tolosa)
- Palacio de Andoin-Luzuriaga
- Palacio de los Lazarraga
- Rathaus (Casa consistorial)

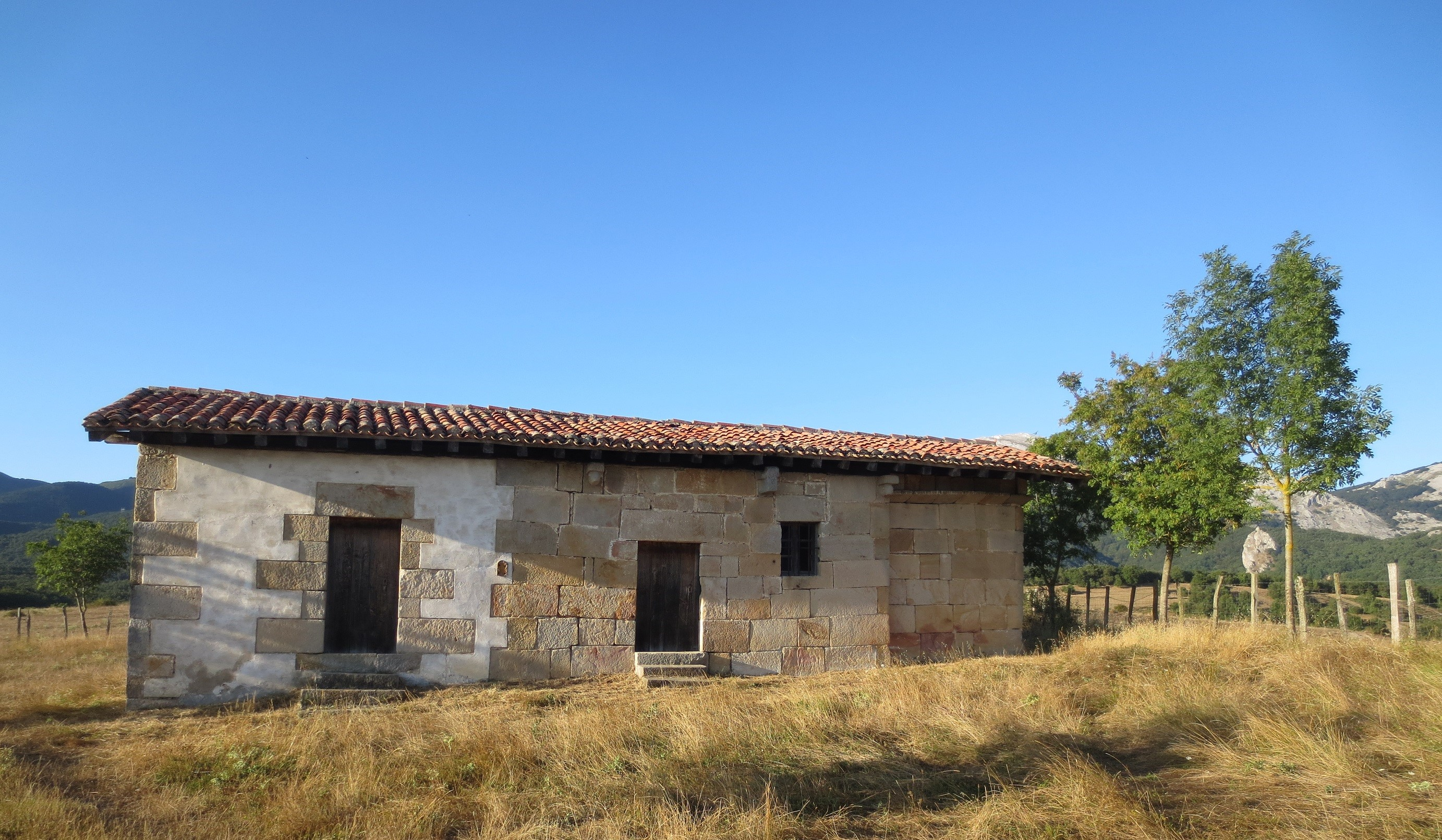
Kapelle St. Julian und St. Basilisa in Aistra
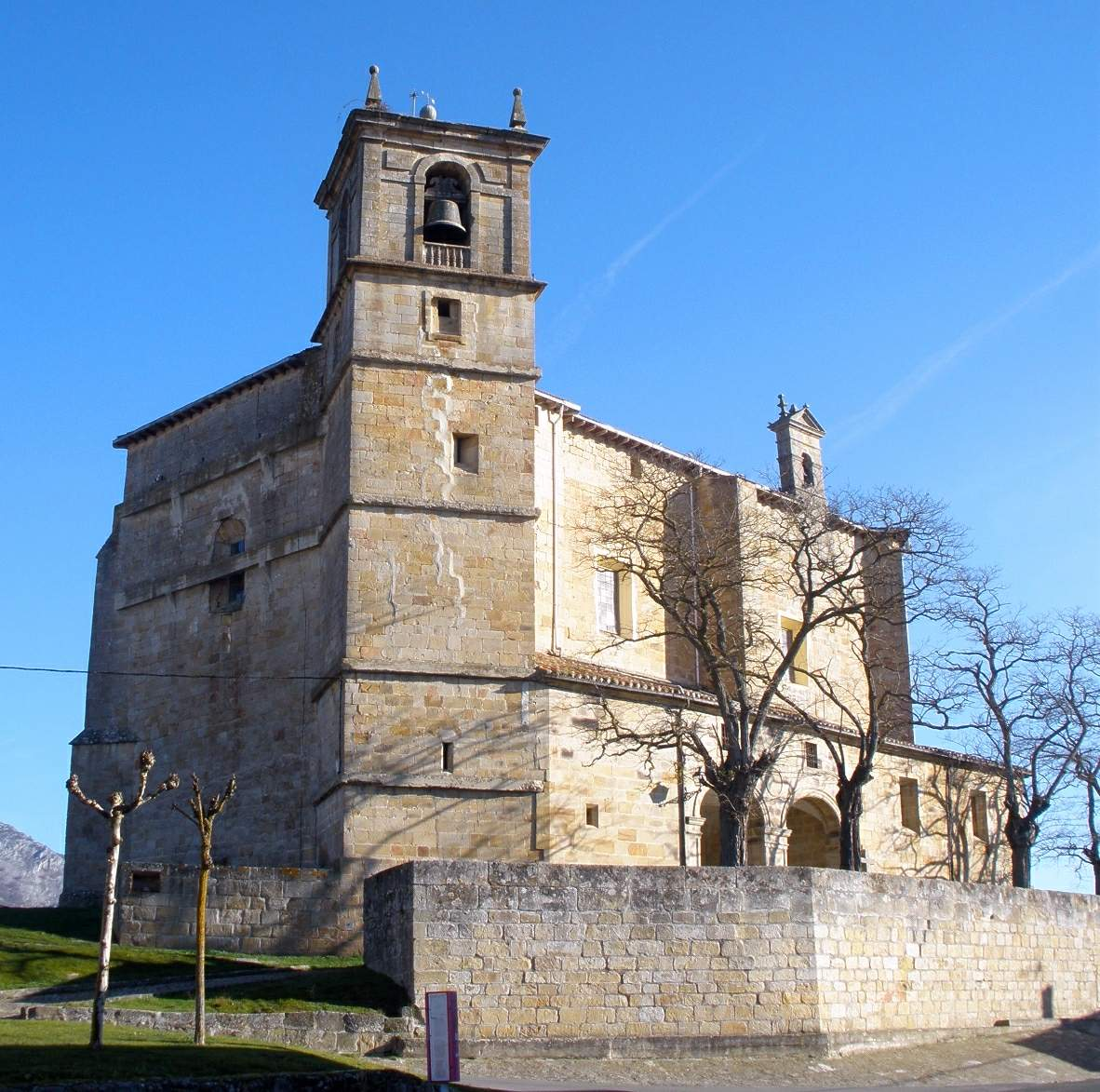
Saturninuskirche in Zalduondo
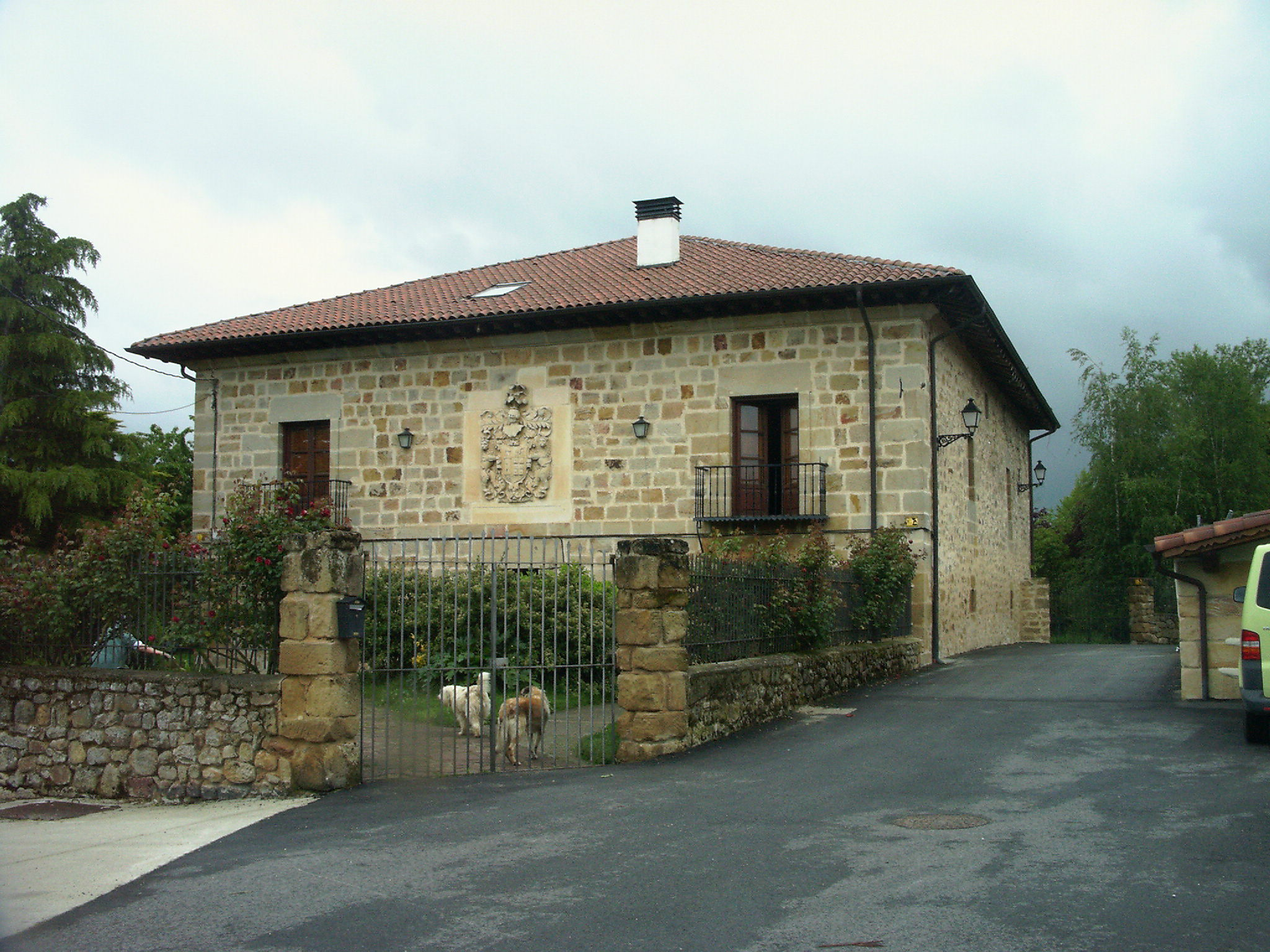
Palacio de Andoin-Luzuriaga
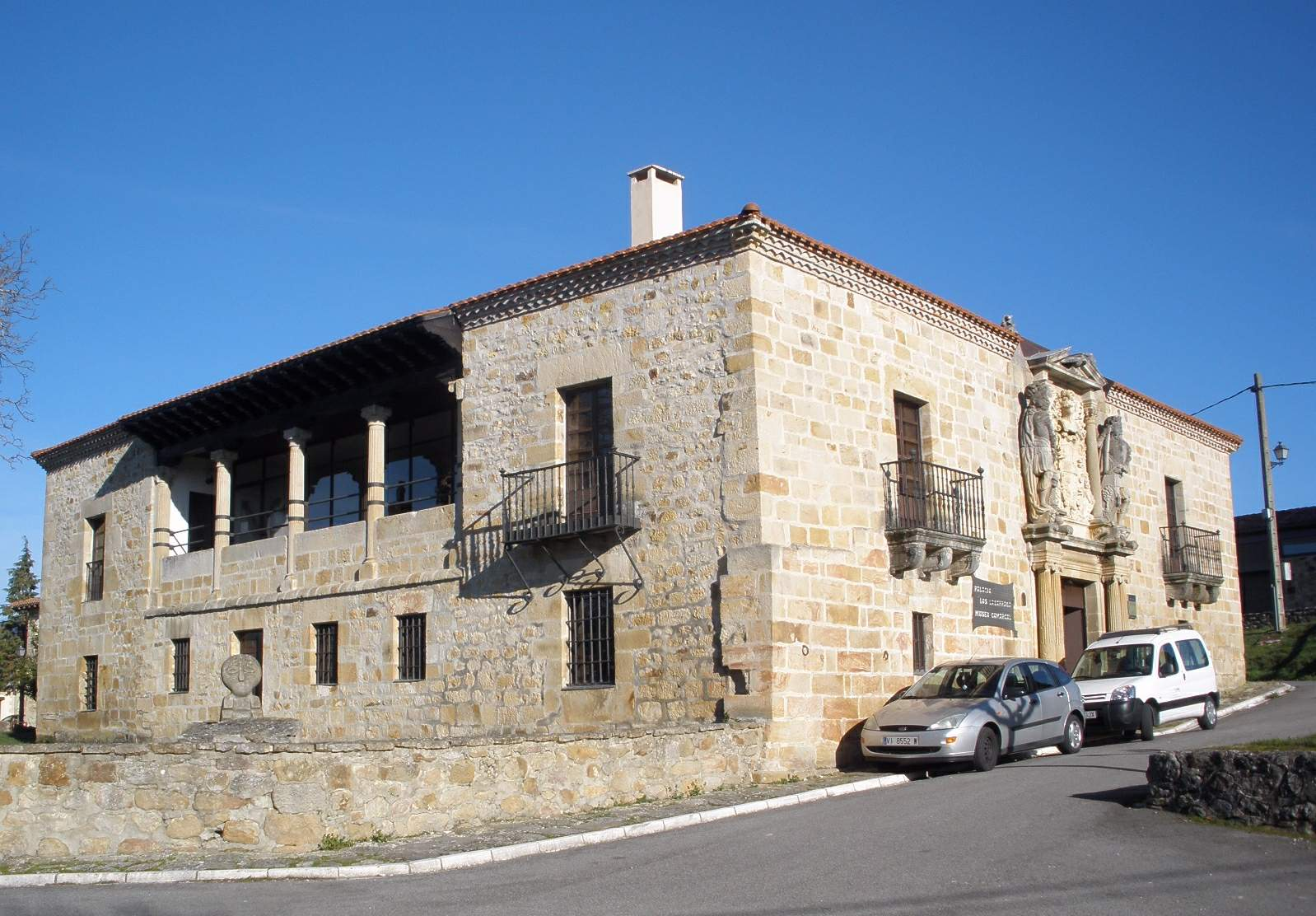
Palacio de los Lazarraga
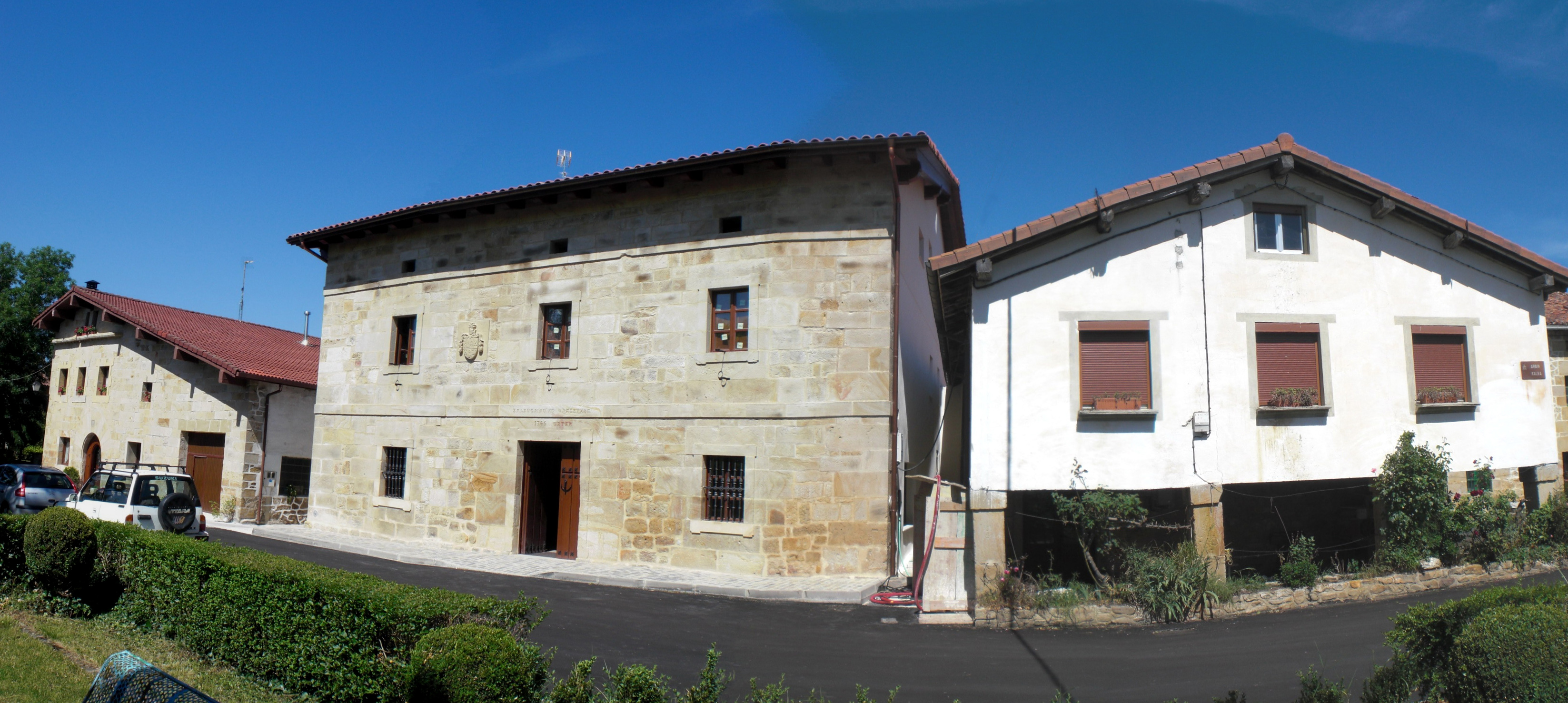
Rathaus